# Gomphidiaceae
Gomphidiaceae là một họ nấm trong bộ Boletales.